# Девос, Ричард
Ричард Марвин Дево́с (англ. Richard M. DeVos; 4 марта 1926, Гранд-Рапидс, Мичиган, США — 6 сентября 2018, Эйде, Мичиган, США) — американский предприниматель, сооснователь совместно с Джеем ван Анделом компании Amway (с 2012 года являющуюся крупнейшей в мире среди компаний прямых продаж), а также владелец баскетбольного клуба Национальной баскетбольной ассоциации «Орландо Мэджик». Входил в число миллиардеров с состоянием в 5,4 млрд долларов.
Кроме баскетбольного клуба, который Девос купил в 1991 году за $85 млн, и который на момент его смерти оценивался в $1,225 млрд, ему также принадлежало три клуба Международной хоккейной лиги — «Орландо Солар Беарз», «Канзас-Сити Блейдс» и «Гранд-Рапидс Гриффинс». Первые два прекратили своё существование в результате банкротства лиги, а «Гриффинс» вошли в состав Американской хоккейной лиги и в настоящее время принадлежат сыну Девоса Дэну. Кроме того, во время расширения Главной лиги бейсбола Ричард был одним из претендентов на получение нового клуба.
Член и один из самых крупных спонсоров Республиканской партии США. Девос также спонсировал такие консервативные организации, как Focus on the Family и Американский институт предпринимательства. Был одним из близких друзей президента США Джеральда Форда и его супруги Бетти, а также почётным опекуном Президентского фонда Джеральда Форда.
Во время Второй мировой войны служил в Военно-Воздушных Силах США. Перенес два коронарных шунтирования в 1983 и 1992 годах, а в 1997 году — пересадку сердца. Занимался благотворительностью. В его в честь в Гранд-Рапидсе названо несколько зданий — конференц-зал DeVos Place Convention Center, театр DeVos Performance Hall и одно из зданий университета Гранд Уэлли Cook-DeVos Center for Health Sciences.

## Личная жизнь
Был женат на Хелен Девос и у них в браке родилось четверо детей — Дэн, Ричард-младший, Чери и Даг. Сын Ричард женат на министре образования США Бетси Девос, и в 2006 году баллотировался от республиканской партии США в губернаторы Мичигана, но проиграл выборы Дженнифер Грэнхолм.

## Список произведений
- «Поверь!» (1975);
- «Сострадательный капитализм» (1992);
- «Надежда из глубины сердца: десять уроков жизни»
- «Ten Powerful Phrases for Positive People»
- «Просто Рич» (2014)